# Бум 2
«Бум 2» (фр. La Boum 2) — французька романтична комедія 1982 року, продовження фільму «Бум», знята режисером Клод Піното, з Софі Марсо і Клодом Брассером у головних ролях.

## Сюжет
Дія фільму розгортається у Франції в 1980-ті, через два роки після подій, показаних у першому фільмі. Вік, яка подорослішала, на перший погляд складно назвати підлітком: перед нами чарівна 15-річна дівчина. Вік переконана, що все найцікавіше було «в попередній серії», і вона більше ніколи ні в кого не закохається. Життя здається їй одноманітним і ледь не прожитим до першої зустрічі з Філіпом — блакитнооким блондином у виконанні П'єра Коссо.
Батьки Вік, які подолали глибоку кризу у стосунках, зараз переживають кар'єрний злет. Кожен — свій. Комікси Франсуази викликають дедалі більший інтерес, як і вона сама, особливо у колег чоловічої статі. А батько Вік наважується кинути прибуткову, але безперспективну і нецікаву йому стоматологічну справу і присвятити себе науковим дослідженням. Франсуаза і Франсуа з головою в роботі — чи в лабораторії, чи на діловій зустрічі — і проблеми всередині сім'ї вислизають від їхньої уваги. Батьки Вік заново вчаться знаходити час для найближчих і довіряти їм і собі. Перед героями постають нові питання: як реагувати на самостійність Вік — самостійність, яка в їхніх очах переростає в юнацький заколот? Як залишитися собою, залишаючись у стосунках?
Тим часом Пупетта — безжурна прабабуся Вік — несподівано вирішує вийти заміж. І майже виходить — вберігає її від цього «необачного» вчинку вірність собі, притаманна кожному з героїв фільму.
Сюжетна лінія Пенелопи починається з новини про те, що вона втратила цноту. Найкраща подруга Вік однаково активно відвідує тусовки і секцію з боксу, заграє з хлопцями і «будує» молодшу сестру, бере участь у вуличній бійці і маскує за допомогою конфетті сліди вітрянки, весь час немов фліртуючи з дорослим життям. Своїм прикладом вона неусвідомлено підштовхує подругу до роздумів про ближчий, інтимний зв'язок із хлопцями. Тільки коли Філіп, загубивши ключі, вибиває двері у власну квартиру, Вік розуміє, що поки не готова до такого серйозного кроку.
Вік придивляється до зовнішнього світу і прислухається до себе, приміряє різні ролі: повії, що розгулює вулицею 2 хвилини; дівчини, яка веде світський спосіб життя; найкращої подруги; старанної учениці. Вона шукає себе і по-своєму ризикує — ситуації, які вона створює, нерідко призводять до розбіжностей з батьками або Філіпом, а зрештою — до тотального нерозуміння. Але, як і в першому фільмі, найважливішими виявляються чесність і вміння любити. Ці якості, притаманні Вік і Філіпу, Франсуазі та Франсуа, приводять юних закоханих на вокзал: у класичну щасливу фінальну сцену з поцілунком на тлі поїзда, що йде без одного з пасажирів.

## У ролях
| - Софі Марсо: Віктуар «Вік» Береттон - Клод Брассер: Франсуа Береттон - Бріджит Фоссі: Франсуаза Береттон - Олів'є Пурсель: Лукас - П'єр Коссо: Філіп Бертьє - Александр Стерлінг: Матьє - Шейла О'Коннор: Пенелопа Фонтане - Александра Гонен: Саманта Фонтане - Жан-Філіп Леонар: Стефан - Жан Ловре: Порталь - Клаудія Морен: мадам Фонтане - Даніель Руссо: Етьєн - Забу: Катрін - Деніз Грей: Пупетт - Філіп Оссан: епізод - Ламбер Вільсон: Фелікс Марешаль - Мішель Беррер: поліцейський - Домінік Боґі: епізод - Крістоф Боне: Жан-П'єр | - Ален Бейґель: Рауль - Мішель Бонне: водій таксі - Марі Бунєль: епізод - Жерар Кюв'є: епізод - Франсуа Демарль: епізод - Жак Феррі: епізод - Летиція Ґабріеллі: Жоель - Лоранс Жигон: Кароліна - Олів'є Жінс: Марк - Катрін Гріффоні: епізод - Жак Шансель: епізод - Єва Гарлінг: Зої - Робер Дальбан: Серж, офіціант - Аннетт Пуавр: Адрієнн - Франсіс Лемер: коханець Саманти - Елен Ілі: епізод - Філіп Келлі: Фредо - Робер Ле Беаль: Кольбер - Гаель Легран: Сесіль | - Люсьєн Легран: епізод - Фредерік Лоржеу: епізод - Марі-Лоранс: епізод - Жан-Жак Мерль: епізод - Патрісія Мілларде: епізод - Лоран Н'Діє: Арно - Жером Нобекур: епізод - Віржіні Негре: епізод - Фредерік Прессманн: Жеральдін - Наталі Ріке: Лідія - Матьє Рівольє: епізод - Жанін Сушон: няня Береттонів - Анук Відаль: епізод - Мішель Дерен: вчителька французької мови - Елі Шуракі: епізод - Робер Вайль: епізод - Валері Марльєр: епізод - Аннік Мартіньї: епізод |

## Знімальна група
- Режисер: Клод Піното
- Сценаристи: Даніель Томпсон, Клод Піното
- Оператор: Едмон Сешан
- Композитор: Владимир Косма
- Художник: Жерар Віар
- Продюсер: Ален Пуаре

## Нагороди
- 1983 — Премія «Сезар» «Найперспективнішій акторці» (Софі Марсо)
- 1983 — Номінація на премію «Сезар» за «Найкращу музику» (Владимир Косма)
- 1983 — Номінація на премію «Сезар» за «Найкращу жіночу роль другого плану» (Деніз Грей)